# Sternfeld (Hohenmocker)
Sternfeld ist ein Ortsteil der vorpommerschen Gemeinde Hohenmocker im Nordosten des 2011 neu entstandenen Landkreises Mecklenburgische Seenplatte. Die Gemeinde liegt südlich der Hansestadt Demmin. Sie wird vom Amt Demmin-Land verwaltet, das seinen Sitz in Demmin hat.

Sternfeld zwischen 1880 und 1920

## Geografie
Sternfeld liegt 12 km südöstlich von Demmin und 16 km nordwestlich von Altentreptow. Durch die Gemeinde fließt der Strehlower Bach, welcher später bei der Leistenower Mühle in den Augraben mündet. Die Gemeinde liegt auf einer zerschnittenen Hochfläche von 40 bis 50 m über NHN.
Nördlich des Strehlower Baches verläuft der Oser von Hohenbrünzow bis südlich von Hohenmocker über 2,5 km dicht an Sternfeld vorbei, dort wurden viele Sandgruben genutzt.

## Geschichte
Sternfeld wurde 1817 als Vorwerk zu Tentzerow von dessen Besitzer Gottlieb Ferdinand von Krause angelegt und ist deshalb nicht in älteren Urkunden oder den frühen Karten zu finden. Es wurde auf dem Teil der Feldmark angelegt, den die Bauern von Hohenmocker bei der Separation des bäuerlichen und gutsherrschaftlichen Landbesitzes auf der Grundlage der Stein-Hardenbergschen Reformen an den Gutsherren abtreten mussten, um von ihren Lasten und Dienstpflichten gegenüber diesem befreit zu werden. Kurz nach der Einrichtung des Vorwerkes wurde es selbstständiges Gut.
Das preußische Urmesstischblatt von 1835 zeigt nur das besagte Vorwerk bzw. jetziges Gutsareal. Noch 1862 werden nur ein Wohnhaus, sechs Wirtschaftsgebäude und 14 Einwohner registriert. Der Besitzer war 1862 Freiherr Hans von Seckendorff.
1871 hatte der Ort ein Wohnhaus mit drei Haushaltungen und 13 Einwohner, 1867 waren es noch 14. Alle waren Mitglied der evangelischen Konfession.

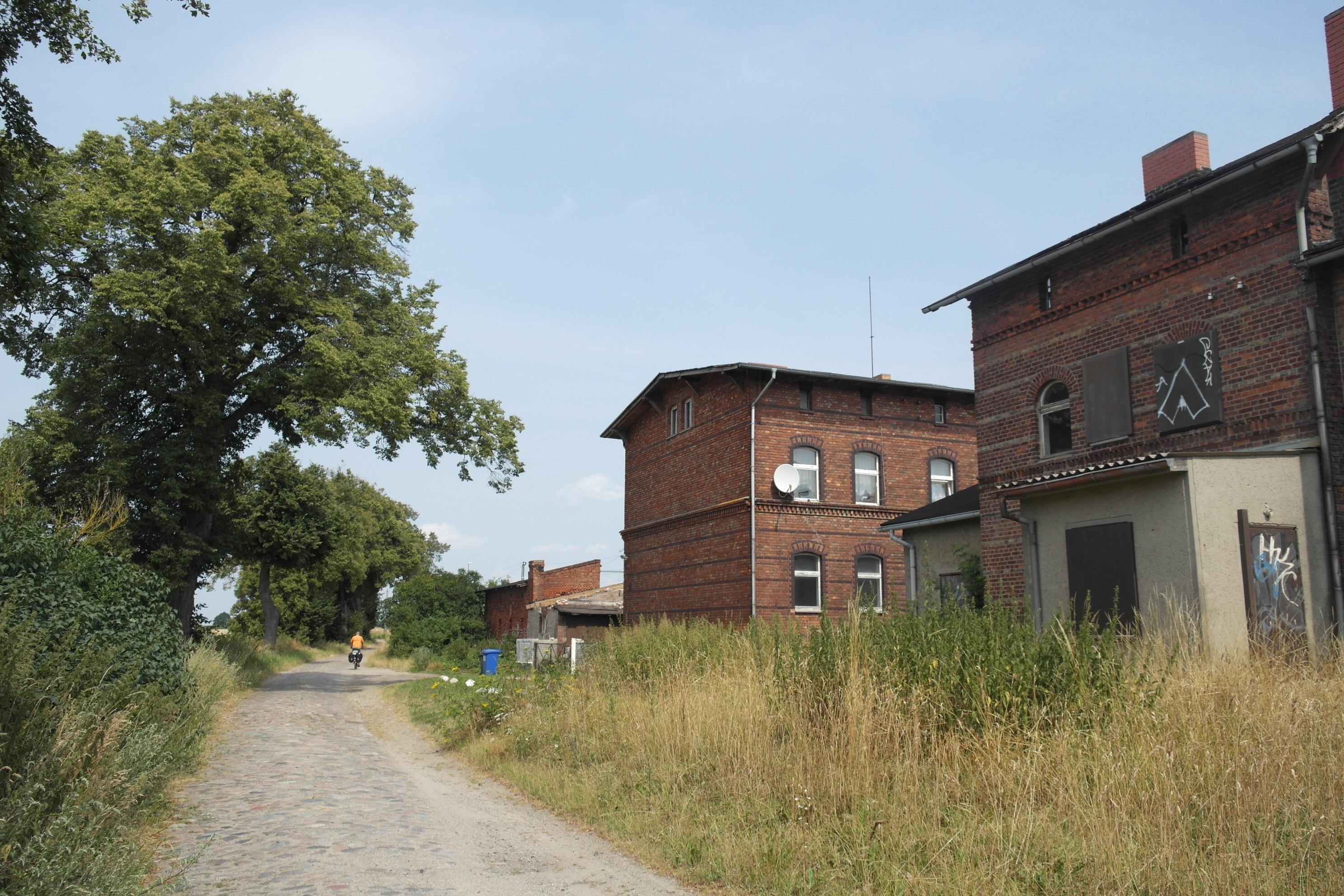
Eisenbahnerwohnhäuser an der Straße zum Bahnhof

Im Messtischblatt (MTB) von 1880 ist die Ansiedlung etwas verändert. Das Gut war groß und kompakt neu errichtet. An der 1878 eröffneten Bahnstrecke Altentreptow-Stralsund wurde der Bahnhof Sternfeld gebaut, der zur Ortschaft Sternfeld zählt.
Das Güterverzeichnis von 1905 nennt die Größe des Gutes mit 344 ha. Besitzer war Adolf Freiherr von Seckendorff auf Gut Broock. Sein Verwalter in Sternfeld war Karl Staude, der in Tentzerow wohnte.
Von der Bodenreform in der Sowjetischen Besatzungszone war Sternfeld direkt betroffen. Die hier jetzt vorhandenen Flüchtlinge erhielten Land aus dem enteigneten Gut und errichteten sich nachfolgend Neubauernsiedlungen westlich und südwestlich des ehemaligen Gutes. Nach 1960 waren sicher alle Bauern in einer Landwirtschaftliche Produktionsgenossenschaft (LPG), im jetzt stark vergrößerten Dorf wurde eine Agraranlage in den Resten des Gutes errichtet. Auch der zum Ort gehörige Bahnhof wurde weiter ausgebaut, er war wichtiger Transportpunkt der Region. Nach 1990 wurde die LPG privatisiert und die Anlage modernisiert und ausgebaut. Die Funktion des Bahnhofes wurde eingeschränkt.
Der vorpommersche Kreis Demmin wurde am 25. Juli 1952 nach Auflösung der Länder dem neu gebildeten Bezirk Neubrandenburg zugeordnet. Am 12. Juni 1994 wurde der Kreis seit dem 17. Mai 1990 wieder als Landkreis bezeichnet. Das Gebiet bildete seither bis zur Kreisgebietsreform 2011 den Landkreis Demmin.

## Kultur und Sehenswürdigkeiten

### Bauwerke
- Reste des Gutes mit Gutshaus und Park
- Bahnhof mit Nebenanlagen
- Struktur der Nachkriegs-Neubauernhöfe

### Grünflächen und Naherholung
- Oser von Hohenbrünzow – Hohenmocker über 2,5 km südlich von Sternfeld

## Wirtschaft und Infrastruktur

### Unternehmen
- Die Gegend ist überwiegend landwirtschaftlich geprägt.

### Verkehr

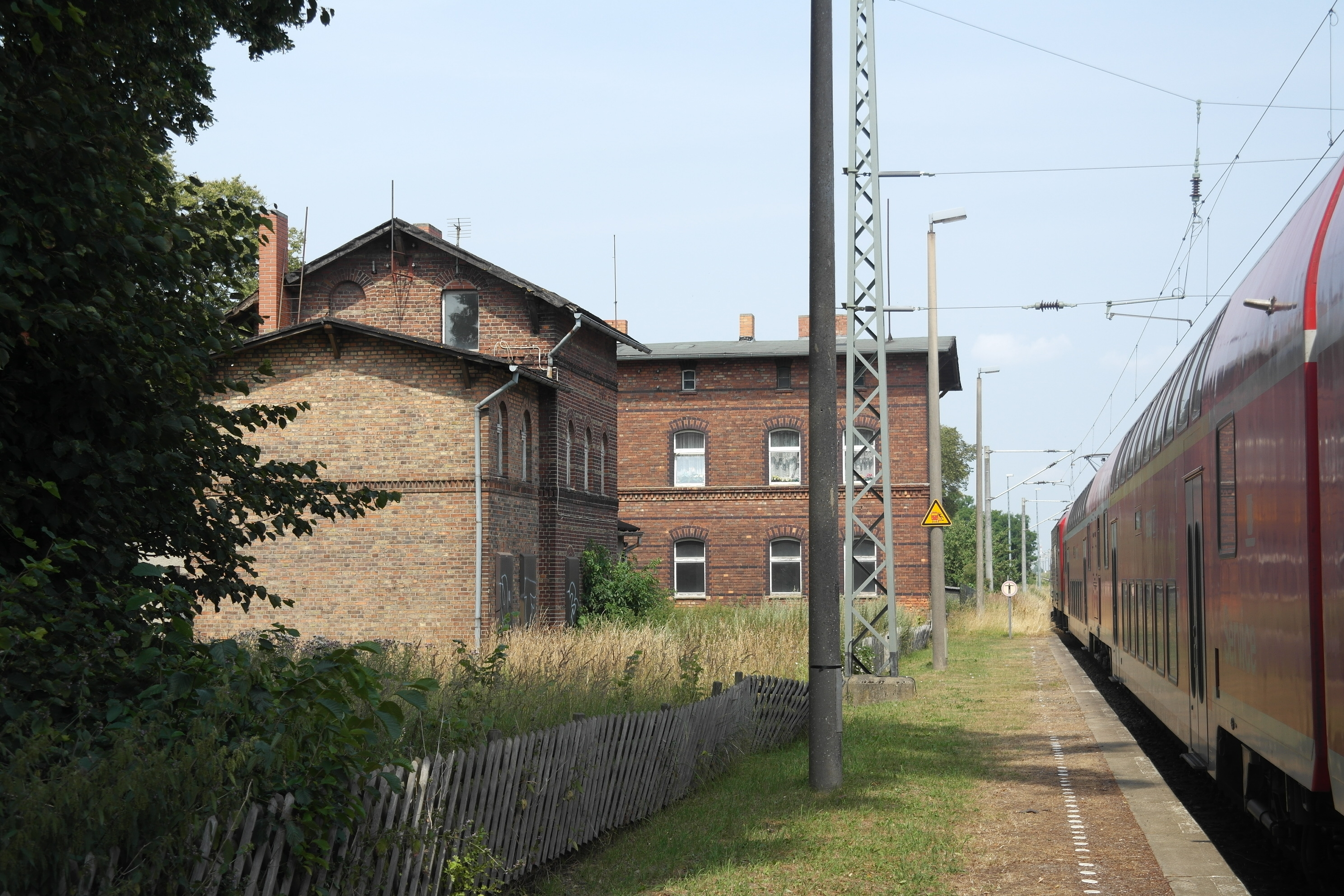
Bahnhof Sternfeld

Durch Sternfeld verläuft die Bahnstrecke Berlin – Neustrelitz – Stralsund (Berliner Nordbahn). Der Bahnhof Sternfeld wurde 1878 eröffnet und ist die einzige Bahnstation in der Gemeinde Hohenmocker. Das Bahnhofsgebäude wurde vom Berliner Architekten Klinkenberg im Jahr 2017 erworben. Er soll saniert werden und als Empfangsgebäude für Besucher des nahen Schlosses Broock dienen, die bei Veranstaltungen auf dem Gutsgelände Broock von hier einen Shuttle-Service in Anspruch nehmen können.
Östlich des Ortes verläuft die A 20, die Gemeinde ist von der Anschlussstelle Anklam (bei Klempenow) bzw. Jarmen über die Landesstraßen 35 und 271 zu erreichen.
Nördlich der Gemeinde verläuft die Bundesstraße 110. Die bei Demmin von der B 194 abzweigende Landesstraße 271 verläuft durch die Orte Sternfeld und Hohenmocker, dort zweigen die Kreisstraßen über Hohenbrünzow nach Sarow und über Tentzerow nach Alt Tellin ab.